# Ceramica della Magna Grecia e della Sicilia

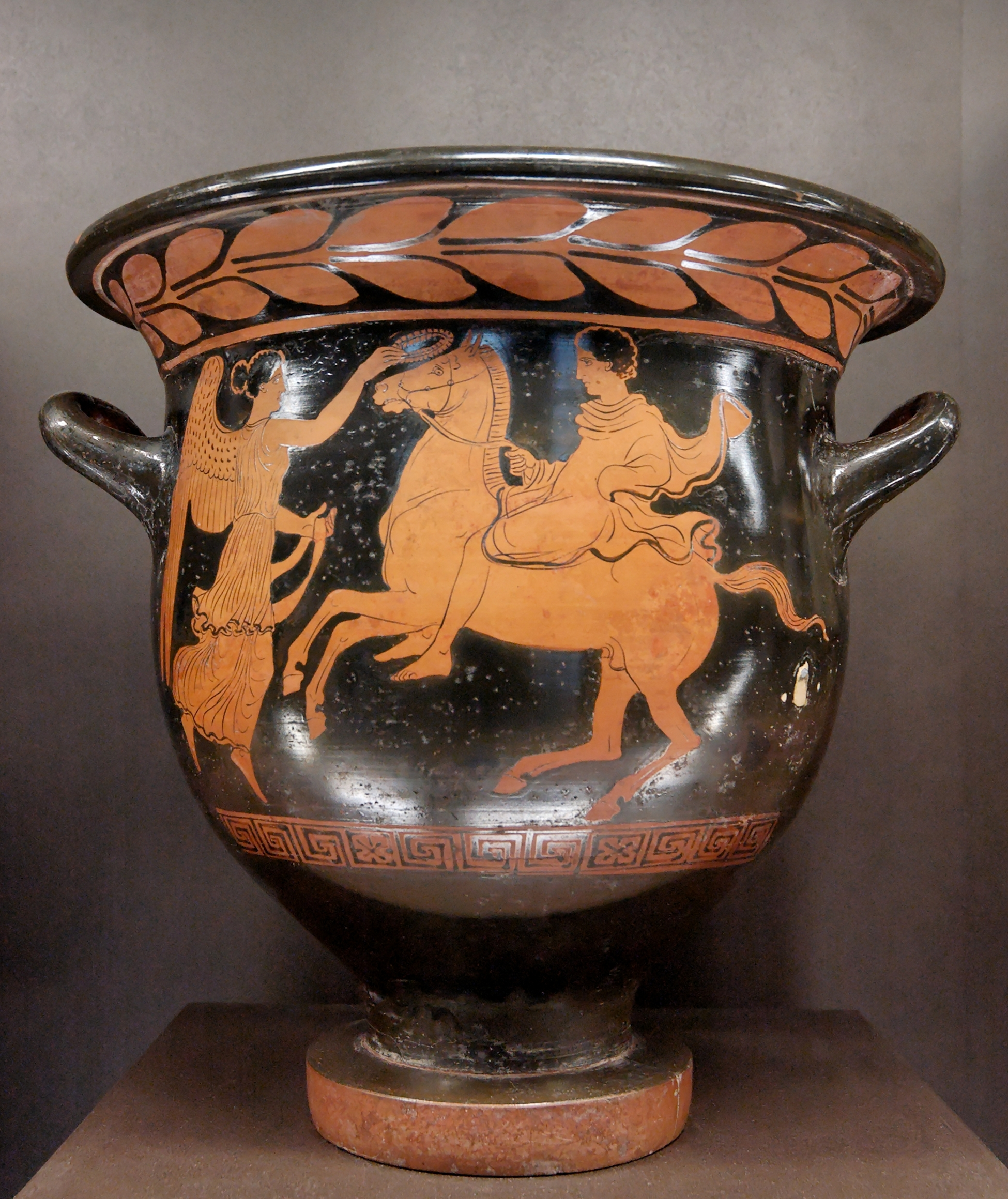
Pittore di Sisifo, cratere a campana a figure rosse. Parigi, Museo del Louvre G493.

La ceramica della Magna Grecia e della Sicilia è la ceramica prodotta localmente dalle popolazioni italiote e siceliote a partire dal tardo VIII secolo a.C. fino ai primi anni del III secolo a.C. La denominazione, come quelle delle suddivisioni regionali, non comprende le produzioni indigene geometriche e subgeometriche.

## Dall'orientalizzante alle figure nere
Il predominio commerciale, e quindi stilistico, corinzio e attico esisteva ad ovest del mondo greco come altrove; costituiscono eccezioni scarsamente rilevanti gli influssi dal subgeometrico cretese e dalla ceramica greco-orientale a Gela, Catania, Siracusa, Selinunte e soprattutto Agrigento, la ceramica laconica piuttosto diffusa nel VI secolo a.C. e naturalmente la ceramica calcidese.
Protocorinzio di imitazione, databile a partire dal tardo VIII secolo a.C., è presente a Pithecusa e Cuma, le prime e più distanti colonie greche in Italia. La produzione di imitazione si distingue da quella importata grazie all'argilla differente e, talvolta, per la presenza di un ingubbio che imita l'argilla dei prodotti originali.
Gli scavi di Megara Hyblaea hanno restituito vasi con decorazione figurata policroma (con l'aggiunta del marrone chiaro al bianco e al rosso), di grandi dimensioni e in stile orientalizzante, che è stato possibile classificare come di produzione locale e datare intorno al 650 a.C. Si trattò tuttavia di un esperimento che lasciò presto il posto all'imitazione dello stile animalistico di Corinto. I crateri della necropoli del Fusco, a Siracusa, suggeriscono l'esistenza di un simile fenomeno di produzione locale, forse opera di vasai argivi immigrati, che può essere datato al secondo quarto del VII secolo a.C.
Produzioni di ceramica a figure nere sono attestate nel sud Italia e soprattutto in Campania nel tardo VI e all'inizio del V secolo a.C., dove si caratterizzano per un uso più libero del bianco aggiunto, ma a parte la ceramica calcidese (VI secolo a.C.), nessuna scuola locale mise radici fino alla metà del V secolo a.C.

## Figure rosse
Dopo 300 anni di importazione più o meno regolare, prima da Corinto e poi da Atene, alcuni artigiani presumibilmente immigrati e già formatisi ad Atene durante l'età di Pericle, giunti in Italia con la fondazione di Thurii nel 443 a.C., diedero inizio ad una produzione di ceramica a figure rosse, che viene genericamente definita italiota: le officine siceliote vennero riconosciute e distinte in un momento successivo allo stabilirsi del termine, che continuò quindi ad essere impiegato in letteratura in modo onnicomprensivo. L'ulteriore suddivisione in scuole regionali è basata sui luoghi di ritrovamento (apula, lucana, campana, pestana, siceliota), ma le differenze tra le diverse scuole non sono sempre evidenti; solo la scuola apula, la più grande e influente, è dotata di una maggiore unità stilistica che si può riassumere in una tendenza al monumentale e alle grandi composizioni, suddivise su diversi registri.
Tra le produzioni più antiche, ma priva di sviluppi, è quella del Gruppo del pilastro con civetta (Owl pillar group), sorto apparentemente in Campania ad imitazione dello stile attico nel secondo e terzo quarto del V secolo a.C. I due centri di produzione che si svilupparono sulla costa meridionale italiana, convenzionalmente indicati come "Gruppo A" e "Gruppo B", diedero invece luogo rispettivamente alla scuola lucana e alla scuola apula. La prima sorse a ovest di Taras intorno al 440 a.C., al tempo della fondazione di Thurii; la seconda comparve a Taras subito dopo, intorno al 430 a.C. La scuola siceliota ebbe inizio nel decennio 430-420 del V secolo a.C. La scuola lucana fu influenzata da quella apula mentre la siceliota sembra direttamente legata alla ceramica attica. Tutte tendevano col tempo a divergere dall'originario e comune stile di appartenenza, derivato dalla ceramica prodotta ad Atene nelle botteghe del Pittore di Achille e di Polignoto, anche in conseguenza di una diminuzione delle importazioni da Atene durante e dopo la guerra del Peloponneso. Questa prima fase di sviluppo della ceramica occidentale ebbe termine verso il 380-370 a.C. quando, a partire dalle prime scuole regionali si formarono nuovi laboratori in Sicilia, in Campania e a Paestum.
La terracotta della ceramica italiota varia nel colore e nella consistenza, andando da un giallo pallido che può essere scambiato per corinzio, al marrone scuro di alcuni esempi campani. Una ingubbiatura rossastra è presente negli esemplari che più si allontanano dal colore tipicamente aranciato della terracotta attica.
Le forme dipendono inizialmente dal repertorio attico, ma il loro sviluppo è spesso indipendente. Il cratere a campana, l'oinochoe e l'hydria la pisside skiphoide sono le forme più comuni. I crateri a colonnette e a volute sono diffusi particolarmente nelle scuole apula e lucana, così come la pelike, i crateri a calice e la pisside skyphoide nella siceliota. I grandi crateri apuli a volute avevano destinazione funeraria, un uso ormai decaduto in Grecia, e potevano giungere al metro e mezzo di altezza. L'anfora a collo distinto si sviluppa in Campania in una forma tipica che reca un manico ad arco sopra l'imboccatura (bail amphora). Il piatto da pesce diviene una tipologia tipica dalla metà del IV secolo a.C. Le forme piccole, esclusa la coppa, sono frequenti nel IV secolo a.C.: askos, lekythos e kantharos. In generale col tempo le forme tendono ad allungarsi, ad assumere forme più spigolose e ad accrescere la propria ornamentazione.
I soggetti erano prevalentemente dionisiaci con un gusto particolare per la teatralità tragica o per le farse fliaciche, presenti soprattutto a Paestum; queste ultime si svilupparono a partire dal 400 a.C. sulla scia di simili e rari esperimenti fatti ad Atene qualche tempo prima.
Nel secondo quarto del IV secolo a.C. una nuova tecnica, non presente in Attica, si sviluppa a partire dalla scuola apula; è detta ceramica di Gnathia dal nome del luogo dei primi ritrovamenti e consiste in una decorazione a colori sovrapposti ad un fondo nero, similmente alla tecnica di Six.
Un'ulteriore innovazione appare nella ceramica siceliota con l'uso della policromia.
La ceramica del sud Italia veniva prodotta principalmente per uso locale, ma alcune esportazioni sono attestate lungo le coste della Francia e della Spagna, in Dalmazia e in Albania. Esemplari sicelioti sono stati rinvenuti a Cartagine, esemplari apuli a Sidone. Un certo influsso stilistico da parte della produzione siceliota, campana e apula del IV secolo a.C. si ebbe sulla produzione etrusca e iberica.